# Visselkonsert
| Visselkonsert |
| --- |
| - Betydelse – kollektiv protestyttring med visslingar - Bakgrund – i svensk skrift sedan 1873 - Relaterade fenomen – kastrullkonsert och pañolada |

Visselkonsert är en sorts protestyttring. Den genomförs för att visa sitt hörbara missnöje för en handling. I regel används ordet visselkonsert om en grupps samtidiga visslande emot en misshaglig person eller grupp av personer; detta är analogt med betydelsen konsert som ljud/musik från en grupp människor.
Ordet visselkonsert har använts i svensk skrift sedan åtminstone 1873. Bland annat har ordet använts i samband med protester vid politiska framträdanden och på olika idrottsevenemang.
Liknande protestyttringar är kastrullkonserter (vanliga i politiska demonstrationer i Sydamerika) och "näsduksviftningar" (pañolada, vanliga på fotbollsmatcher i Spanien). Det sistnämnda fenomenet använder vita näsdukar och används bland annat med hänsyftning på farvälhälsningar (när någon med koppling till aktuell match av de viftande betraktas som persona non grata).